# Nicolas Dunn
Nicolas Dunn (* 20. Dezember 1992 in Brisbane, Queensland) ist ein australischer Schauspieler. Bekannt wurde er durch die Jugendserie Meine peinlichen Eltern, in der er von 2006 bis 2007 neben Marny Kennedy die Rolle von Hector Garcia spielte.

## Filmografie
- 2006–2007: Meine peinlichen Eltern (Mortified, Fernsehserie, 25 Episoden)